# Lista över fornlämningar i Nyköpings kommun (Runtuna)
Lista över fornlämningar i Nyköpings kommun (Runtuna) är en förteckning av ett urval av de fornlämningar som finns i Runtuna i Nyköpings kommun.
| Namn                                   | Lämningstyp                      | Tillkomsttid | Historisk indelning   | Plats                             | Läge                 | ID-nr          | Bild                                      |
| -------------------------------------- | -------------------------------- | ------------ | --------------------- | --------------------------------- | -------------------- | -------------- | ----------------------------------------- |
| Sö 158 (Runtuna 1:1)                   | Runristning                      |              | Runtuna, Södermanland | Österberga                        | 58.860908, 17.029067 | 10036100010001 | Ladda upp en till bild av detta fornminne |
| Runtuna 2:1                            | Stensättning                     |              | Runtuna, Södermanland |                                   | 58.860968, 17.031534 | 10036100020001 | Ladda upp en bild av detta fornminne      |
| Runtuna 3:1                            | Gravfält                         |              | Runtuna, Södermanland |                                   | 58.850560, 17.024674 | 10036100030001 | Ladda upp en bild av detta fornminne      |
| Runtuna 4:1                            | Gravfält                         |              | Runtuna, Södermanland |                                   | 58.848558, 17.025390 | 10036100040001 | Ladda upp en bild av detta fornminne      |
| Runtuna 5:1                            | Stensättning                     |              | Runtuna, Södermanland |                                   | 58.848887, 17.025601 | 10036100050001 | Ladda upp en bild av detta fornminne      |
| Runtuna 5:2                            | Stensättning                     |              | Runtuna, Södermanland |                                   | 58.848951, 17.025517 | 10036100050002 | Ladda upp en bild av detta fornminne      |
| Runtuna 5:3                            | Stensättning                     |              | Runtuna, Södermanland |                                   | 58.849032, 17.025469 | 10036100050003 | Ladda upp en bild av detta fornminne      |
| Runtuna 6:1                            | Stensättning                     |              | Runtuna, Södermanland |                                   | 58.854741, 17.019719 | 10036100060001 | Ladda upp en bild av detta fornminne      |
| Runtuna 6:2                            | Stensättning                     |              | Runtuna, Södermanland |                                   | 58.854634, 17.019748 | 10036100060002 | Ladda upp en bild av detta fornminne      |
| Runtuna 6:3                            | Stensättning                     |              | Runtuna, Södermanland |                                   | 58.854463, 17.019703 | 10036100060003 | Ladda upp en bild av detta fornminne      |
| Runtuna 7:1                            | Stensättning                     |              | Runtuna, Södermanland |                                   | 58.862450, 17.043627 | 10036100070001 | Ladda upp en bild av detta fornminne      |
| Runtuna 7:2                            | Stensättning                     |              | Runtuna, Södermanland |                                   | 58.862612, 17.043619 | 10036100070002 | Ladda upp en bild av detta fornminne      |
| Runtuna 7:3                            | Stensättning                     |              | Runtuna, Södermanland |                                   | 58.862752, 17.043853 | 10036100070003 | Ladda upp en bild av detta fornminne      |
| Runtuna 8:1                            | Gravfält                         |              | Runtuna, Södermanland |                                   | 58.869450, 17.028374 | 10036100080001 | Ladda upp en bild av detta fornminne      |
| Runtuna 9:1                            | Gravfält                         |              | Runtuna, Södermanland |                                   | 58.874692, 17.023293 | 10036100090001 | Ladda upp en bild av detta fornminne      |
| Runtuna 9:2                            | Hällristning                     |              | Runtuna, Södermanland |                                   | 58.875220, 17.022707 | 10036100090002 | Ladda upp en bild av detta fornminne      |
| Runtuna 9:3                            | Stensättning                     |              | Runtuna, Södermanland |                                   | 58.874271, 17.024665 | 10036100090003 | Ladda upp en bild av detta fornminne      |
| Runtuna 11:1                           | Gravfält                         |              | Runtuna, Södermanland |                                   | 58.876403, 17.021351 | 10036100110001 | Ladda upp en bild av detta fornminne      |
| Runtuna 12:1                           | Gravfält                         |              | Runtuna, Södermanland |                                   | 58.876729, 17.019296 | 10036100120001 | Ladda upp en bild av detta fornminne      |
| Runtuna 13:1                           | Grav- och boplatsområde          |              | Runtuna, Södermanland |                                   | 58.875785, 17.033804 | 10036100130001 | Ladda upp en bild av detta fornminne      |
| Runtuna 13:2                           | Stensättning                     |              | Runtuna, Södermanland |                                   | 58.875579, 17.034634 | 10036100130002 | Ladda upp en bild av detta fornminne      |
| Runtuna 14:1                           | Stensättning                     |              | Runtuna, Södermanland |                                   | 58.874996, 17.045291 | 10036100140001 | Ladda upp en bild av detta fornminne      |
| Uggelberget (Runtuna 15:1)             | Fornborg                         |              | Runtuna, Södermanland |                                   | 58.852752, 17.043928 | 10036100150001 | Ladda upp en bild av detta fornminne      |
| Runtuna 17:1                           | Gravfält                         |              | Runtuna, Södermanland |                                   | 58.869593, 17.039635 | 10036100170001 | Ladda upp en bild av detta fornminne      |
| Sö 159 (Runtuna 18:1)                  | Runristning                      |              | Runtuna, Södermanland | Österberga                        | 58.867534, 17.041135 | 10036100180001 | Ladda upp en till bild av detta fornminne |
| Runtuna 19:1                           | Hög                              |              | Runtuna, Södermanland |                                   | 58.870509, 17.051463 | 10036100190001 | Ladda upp en bild av detta fornminne      |
| Runtuna 19:2                           | Hög                              |              | Runtuna, Södermanland |                                   | 58.870329, 17.051469 | 10036100190002 | Ladda upp en bild av detta fornminne      |
| Runtuna 20:1                           | Grav- och boplatsområde          |              | Runtuna, Södermanland |                                   | 58.871347, 17.051328 | 10036100200001 | Ladda upp en bild av detta fornminne      |
| Runtuna 20:2                           | Hällristning                     |              | Runtuna, Södermanland |                                   | 58.871616, 17.051305 | 10036100200002 | Ladda upp en bild av detta fornminne      |
| Runtuna 21:1                           | Gravfält                         |              | Runtuna, Södermanland |                                   | 58.848343, 17.019607 | 10036100210001 | Ladda upp en bild av detta fornminne      |
| Runtuna 22:1                           | Gravfält                         |              | Runtuna, Södermanland |                                   | 58.847942, 17.018718 | 10036100220001 | Ladda upp en bild av detta fornminne      |
| Runtuna 23:1                           | Hög                              |              | Runtuna, Södermanland |                                   | 58.848740, 17.026183 | 10036100230001 | Ladda upp en bild av detta fornminne      |
| Runtuna 24:1                           | Grav- och boplatsområde          |              | Runtuna, Södermanland |                                   | 58.874138, 17.042784 | 10036100240001 | Ladda upp en bild av detta fornminne      |
| Runtuna 25:1                           | Grav- och boplatsområde          |              | Runtuna, Södermanland |                                   | 58.873242, 17.043815 | 10036100250001 | Ladda upp en bild av detta fornminne      |
| Runtuna 26:1                           | Gravfält                         |              | Runtuna, Södermanland |                                   | 58.870817, 17.057317 | 10036100260001 | Ladda upp en bild av detta fornminne      |
| Runtuna 27:1                           | Gravfält                         |              | Runtuna, Södermanland |                                   | 58.866864, 17.065636 | 10036100270001 | Ladda upp en bild av detta fornminne      |
| Runtuna 28:1                           | Gravfält                         |              | Runtuna, Södermanland |                                   | 58.869405, 17.068850 | 10036100280001 | Ladda upp en bild av detta fornminne      |
| Runtuna 29:1                           | Stensättning                     |              | Runtuna, Södermanland |                                   | 58.870785, 17.078585 | 10036100290001 | Ladda upp en bild av detta fornminne      |
| Runtuna 29:2                           | Stensättning                     |              | Runtuna, Södermanland |                                   | 58.870664, 17.078873 | 10036100290002 | Ladda upp en bild av detta fornminne      |
| Runtuna 29:3                           | Stensättning                     |              | Runtuna, Södermanland |                                   | 58.870863, 17.078798 | 10036100290003 | Ladda upp en bild av detta fornminne      |
| Runtuna 30:1                           | Stensättning                     |              | Runtuna, Södermanland |                                   | 58.877051, 17.085455 | 10036100300001 | Ladda upp en bild av detta fornminne      |
| Runtuna 31:1                           | Stensättning                     |              | Runtuna, Södermanland |                                   | 58.884146, 17.087169 | 10036100310001 | Ladda upp en bild av detta fornminne      |
| Sö 148 (Runtuna 33:1)                  | Runristning                      |              | Runtuna, Södermanland | Innberga                          | 58.882686, 17.091264 | 10036100330001 | Ladda upp en till bild av detta fornminne |
| Runtuna 34:1                           | Gravfält                         |              | Runtuna, Södermanland |                                   | 58.879014, 17.103052 | 10036100340001 | Ladda upp en bild av detta fornminne      |
| Runtuna 35:1                           | Gravfält                         |              | Runtuna, Södermanland |                                   | 58.879156, 17.099854 | 10036100350001 | Ladda upp en bild av detta fornminne      |
| Runtuna 37:1                           | Hög                              |              | Runtuna, Södermanland |                                   | 58.879717, 17.091848 | 10036100370001 | Ladda upp en bild av detta fornminne      |
| Runtuna 38:1                           | Gravfält                         |              | Runtuna, Södermanland |                                   | 58.876564, 17.092790 | 10036100380001 | Ladda upp en bild av detta fornminne      |
| Runtuna 40:1                           | Stensättning                     |              | Runtuna, Södermanland |                                   | 58.877653, 17.093250 | 10036100400001 | Ladda upp en bild av detta fornminne      |
| Runtuna 42:1                           | Gravfält                         |              | Runtuna, Södermanland |                                   | 58.874365, 17.094380 | 10036100420001 | Ladda upp en bild av detta fornminne      |
| Runtuna 43:1                           | Hög                              |              | Runtuna, Södermanland |                                   | 58.883693, 17.103425 | 10036100430001 | Ladda upp en bild av detta fornminne      |
| Runtuna 44:1                           | Gravfält                         |              | Runtuna, Södermanland |                                   | 58.870629, 17.095076 | 10036100440001 | Ladda upp en bild av detta fornminne      |
| Runtuna 45:1                           | Gravfält                         |              | Runtuna, Södermanland |                                   | 58.869065, 17.101023 | 10036100450001 | Ladda upp en bild av detta fornminne      |
| Runtuna 46:1                           | Gravfält                         |              | Runtuna, Södermanland |                                   | 58.863869, 17.072025 | 10036100460001 | Ladda upp en bild av detta fornminne      |
| Runtuna 46:2                           | Gravfält                         |              | Runtuna, Södermanland |                                   | 58.863127, 17.073613 | 10036100460002 | Ladda upp en bild av detta fornminne      |
| Runtuna 48:1                           | Stensättning                     |              | Runtuna, Södermanland |                                   | 58.861404, 17.075817 | 10036100480001 | Ladda upp en bild av detta fornminne      |
| Runtuna 49:1                           | Gravfält                         |              | Runtuna, Södermanland |                                   | 58.859680, 17.073495 | 10036100490001 | Ladda upp en bild av detta fornminne      |
| Runtuna 51:1                           | Gravfält                         |              | Runtuna, Södermanland |                                   | 58.860968, 17.076207 | 10036100510001 | Ladda upp en bild av detta fornminne      |
| Runtuna 52:1                           | Hög                              |              | Runtuna, Södermanland |                                   | 58.855790, 17.066441 | 10036100520001 | Ladda upp en bild av detta fornminne      |
| Runtuna 52:2                           | Hög                              |              | Runtuna, Södermanland |                                   | 58.855795, 17.066702 | 10036100520002 | Ladda upp en bild av detta fornminne      |
| Runtuna 52:3                           | Stensättning                     |              | Runtuna, Södermanland |                                   | 58.855649, 17.066832 | 10036100520003 | Ladda upp en bild av detta fornminne      |
| Runtuna 54:1                           | Stensättning                     |              | Runtuna, Södermanland |                                   | 58.864442, 17.054624 | 10036100540001 | Ladda upp en bild av detta fornminne      |
| Runtuna 54:2                           | Hög                              |              | Runtuna, Södermanland |                                   | 58.864355, 17.054445 | 10036100540002 | Ladda upp en bild av detta fornminne      |
| Runtuna 54:3                           | Stensättning                     |              | Runtuna, Södermanland |                                   | 58.864464, 17.054365 | 10036100540003 | Ladda upp en bild av detta fornminne      |
| Runtuna 55:1                           | Gravfält                         |              | Runtuna, Södermanland |                                   | 58.867160, 17.053293 | 10036100550001 | Ladda upp en bild av detta fornminne      |
| Skansberget (Runtuna 56:1)             | Fornborg                         |              | Runtuna, Södermanland |                                   | 58.830804, 17.018123 | 10036100560001 | Ladda upp en bild av detta fornminne      |
| Sö 144 (Runtuna 57:1)                  | Runristning                      |              | Runtuna, Södermanland | Broby                             | 58.848880, 17.061033 | 10036100570001 | Ladda upp en till bild av detta fornminne |
| Runtuna 58:1                           | Gravfält                         |              | Runtuna, Södermanland |                                   | 58.858988, 17.054616 | 10036100580001 | Ladda upp en bild av detta fornminne      |
| Runtuna 59:1                           | Gravfält                         |              | Runtuna, Södermanland |                                   | 58.867798, 17.076572 | 10036100590001 | Ladda upp en bild av detta fornminne      |
| Runtuna 60:1                           | Gravfält                         |              | Runtuna, Södermanland |                                   | 58.866512, 17.036910 | 10036100600001 | Ladda upp en bild av detta fornminne      |
| Runtuna 61:1                           | Gravfält                         |              | Runtuna, Södermanland |                                   | 58.865141, 17.034660 | 10036100610001 | Ladda upp en bild av detta fornminne      |
| Runtuna 62:1                           | Gravfält                         |              | Runtuna, Södermanland |                                   | 58.890338, 17.055681 | 10036100620001 | Ladda upp en bild av detta fornminne      |
| Sö 149 (Runtuna 63:1)                  | Runristning                      |              | Runtuna, Södermanland | Runtuna kyrka (urspr. Kungsberga) | 58.891103, 17.043453 | 10036100630001 | Ladda upp en till bild av detta fornminne |
| Sö 143 (Runtuna 63:2)                  | Runristning                      |              | Runtuna, Södermanland | Runtuna kyrka                     | 58.891083, 17.043450 | 10036100630002 | Ladda upp en till bild av detta fornminne |
| Sö 152 (Runtuna 63:3)                  | Runristning                      |              | Runtuna, Södermanland | Runtuna kyrka (urspr. Membro)     | 58.891063, 17.043448 | 10036100630003 | Ladda upp en till bild av detta fornminne |
| Runtuna 64:1                           | Gravfält                         |              | Runtuna, Södermanland |                                   | 58.888698, 17.021116 | 10036100640001 | Ladda upp en bild av detta fornminne      |
| Runtuna 64:2                           | Hög                              |              | Runtuna, Södermanland |                                   | 58.888812, 17.022349 | 10036100640002 | Ladda upp en bild av detta fornminne      |
| Runtuna 64:3                           | Stensättning                     |              | Runtuna, Södermanland |                                   | 58.888649, 17.022391 | 10036100640003 | Ladda upp en bild av detta fornminne      |
| Runtuna 64:4                           | Stensättning                     |              | Runtuna, Södermanland |                                   | 58.888754, 17.022588 | 10036100640004 | Ladda upp en bild av detta fornminne      |
| Runtuna 64:5                           | Stensättning                     |              | Runtuna, Södermanland |                                   | 58.889075, 17.022763 | 10036100640005 | Ladda upp en bild av detta fornminne      |
| Runtuna 64:6                           | Gravfält                         |              | Runtuna, Södermanland |                                   | 58.889229, 17.023770 | 10036100640006 | Ladda upp en bild av detta fornminne      |
| Runtuna 64:7                           | Gravfält                         |              | Runtuna, Södermanland |                                   | 58.888598, 17.024915 | 10036100640007 | Ladda upp en bild av detta fornminne      |
| Sö 154 (Runtuna 71:1)                  | Runristning                      |              | Runtuna, Södermanland | Lindö (urspr. Skarpåker)          | 58.905104, 17.026442 | 10036100710001 | Ladda upp en till bild av detta fornminne |
| Runtuna 72:1                           | Stensättning                     |              | Runtuna, Södermanland |                                   | 58.896267, 17.033759 | 10036100720001 | Ladda upp en bild av detta fornminne      |
| Runtuna 72:2                           | Stensättning                     |              | Runtuna, Södermanland |                                   | 58.896156, 17.033319 | 10036100720002 | Ladda upp en bild av detta fornminne      |
| Runtuna 73:1                           | Gravfält                         |              | Runtuna, Södermanland |                                   | 58.899428, 17.044755 | 10036100730001 | Ladda upp en bild av detta fornminne      |
| Runtuna 74:1                           | Gravfält                         |              | Runtuna, Södermanland |                                   | 58.895207, 17.051208 | 10036100740001 | Ladda upp en bild av detta fornminne      |
| Runtuna 74:2                           | Gravfält                         |              | Runtuna, Södermanland |                                   | 58.895166, 17.049700 | 10036100740002 | Ladda upp en bild av detta fornminne      |
| Runtuna 76:1                           | Stensättning                     |              | Runtuna, Södermanland |                                   | 58.897281, 17.051897 | 10036100760001 | Ladda upp en bild av detta fornminne      |
| Runtuna 76:2                           | Hög                              |              | Runtuna, Södermanland |                                   | 58.897315, 17.051413 | 10036100760002 | Ladda upp en bild av detta fornminne      |
| Runtuna 76:3                           | Stensättning                     |              | Runtuna, Södermanland |                                   | 58.897373, 17.051191 | 10036100760003 | Ladda upp en bild av detta fornminne      |
| Runtuna 77:1                           | Gravfält                         |              | Runtuna, Södermanland |                                   | 58.883368, 17.077574 | 10036100770001 | Ladda upp en bild av detta fornminne      |
| Runtuna 78:1                           | Hög                              |              | Runtuna, Södermanland |                                   | 58.883627, 17.079221 | 10036100780001 | Ladda upp en bild av detta fornminne      |
| Runtuna 78:2                           | Stensättning                     |              | Runtuna, Södermanland |                                   | 58.883518, 17.079319 | 10036100780002 | Ladda upp en bild av detta fornminne      |
| Runtuna 79:1                           | Gravfält                         |              | Runtuna, Södermanland |                                   | 58.884861, 17.071095 | 10036100790001 | Ladda upp en bild av detta fornminne      |
| Asbacken (Runtuna 81:1)                | Hög                              |              | Runtuna, Södermanland |                                   | 58.887800, 17.071554 | 10036100810001 | Ladda upp en bild av detta fornminne      |
| Asbacken (Runtuna 81:2)                | Stensättning                     |              | Runtuna, Södermanland |                                   | 58.887752, 17.071759 | 10036100810002 | Ladda upp en bild av detta fornminne      |
| Asbacken (Runtuna 81:3)                | Stensättning                     |              | Runtuna, Södermanland |                                   | 58.887679, 17.071824 | 10036100810003 | Ladda upp en bild av detta fornminne      |
| Högabacken (Runtuna 82:1)              | Gravfält                         |              | Runtuna, Södermanland |                                   | 58.889615, 17.071326 | 10036100820001 | Ladda upp en bild av detta fornminne      |
| Runtuna 83:1                           | Gravfält                         |              | Runtuna, Södermanland |                                   | 58.894327, 17.066167 | 10036100830001 | Ladda upp en bild av detta fornminne      |
| Runtuna 83:2                           | Stensättning                     |              | Runtuna, Södermanland |                                   | 58.894850, 17.064971 | 10036100830002 | Ladda upp en bild av detta fornminne      |
| Runtuna 86:1                           | Gravfält                         |              | Runtuna, Södermanland |                                   | 58.892638, 17.074321 | 10036100860001 | Ladda upp en bild av detta fornminne      |
| Runtuna 87:1                           | Grav- och boplatsområde          |              | Runtuna, Södermanland |                                   | 58.894757, 17.074339 | 10036100870001 | Ladda upp en bild av detta fornminne      |
| Runtuna 87:2                           | Stensättning                     |              | Runtuna, Södermanland |                                   | 58.894457, 17.073940 | 10036100870002 | Ladda upp en bild av detta fornminne      |
| Runtuna 87:3                           | Stensättning                     |              | Runtuna, Södermanland |                                   | 58.894363, 17.073640 | 10036100870003 | Ladda upp en bild av detta fornminne      |
| Runtuna 88:1                           | Stensättning                     |              | Runtuna, Södermanland |                                   | 58.896235, 17.067156 | 10036100880001 | Ladda upp en bild av detta fornminne      |
| Runtuna 88:2                           | Stensättning                     |              | Runtuna, Södermanland |                                   | 58.896429, 17.067376 | 10036100880002 | Ladda upp en bild av detta fornminne      |
| Runtuna 88:3                           | Stensättning                     |              | Runtuna, Södermanland |                                   | 58.896407, 17.067635 | 10036100880003 | Ladda upp en bild av detta fornminne      |
| Runtuna 88:4                           | Stensättning                     |              | Runtuna, Södermanland |                                   | 58.896359, 17.067858 | 10036100880004 | Ladda upp en bild av detta fornminne      |
| Runtuna 89:1                           | Stensättning                     |              | Runtuna, Södermanland |                                   | 58.895235, 17.083927 | 10036100890001 | Ladda upp en bild av detta fornminne      |
| Runtuna 89:2                           | Stensättning                     |              | Runtuna, Södermanland |                                   | 58.895147, 17.084173 | 10036100890002 | Ladda upp en bild av detta fornminne      |
| Runtuna 89:3                           | Stensättning                     |              | Runtuna, Södermanland |                                   | 58.894970, 17.084329 | 10036100890003 | Ladda upp en bild av detta fornminne      |
| Runtuna 90:1                           | Stensättning                     |              | Runtuna, Södermanland |                                   | 58.892244, 17.085537 | 10036100900001 | Ladda upp en bild av detta fornminne      |
| Runtuna 91:1                           | Grav- och boplatsområde          |              | Runtuna, Södermanland |                                   | 58.888772, 17.086246 | 10036100910001 | Ladda upp en bild av detta fornminne      |
| Runtuna 92:1                           | Hög                              |              | Runtuna, Södermanland |                                   | 58.894533, 17.080589 | 10036100920001 | Ladda upp en bild av detta fornminne      |
| Runtuna 93:1                           | Stensättning                     |              | Runtuna, Södermanland |                                   | 58.871332, 16.966063 | 10036100930001 | Ladda upp en bild av detta fornminne      |
| Runtuna 93:2                           | Stensättning                     |              | Runtuna, Södermanland |                                   | 58.871068, 16.965651 | 10036100930002 | Ladda upp en bild av detta fornminne      |
| Runtuna 93:3                           | Stensättning                     |              | Runtuna, Södermanland |                                   | 58.870925, 16.965609 | 10036100930003 | Ladda upp en bild av detta fornminne      |
| Runtuna 94:1                           | Stensättning                     |              | Runtuna, Södermanland |                                   | 58.862068, 16.998095 | 10036100940001 | Ladda upp en bild av detta fornminne      |
| Runtuna 94:2                           | Stensättning                     |              | Runtuna, Södermanland |                                   | 58.862194, 16.998067 | 10036100940002 | Ladda upp en bild av detta fornminne      |
| Runtuna 94:3                           | Gravfält                         |              | Runtuna, Södermanland |                                   | 58.862614, 16.997984 | 10036100940003 | Ladda upp en bild av detta fornminne      |
| Runtuna 94:4                           | Stensättning                     |              | Runtuna, Södermanland |                                   | 58.862851, 16.997302 | 10036100940004 | Ladda upp en bild av detta fornminne      |
| Runtuna 95:1                           | Gravfält                         |              | Runtuna, Södermanland |                                   | 58.863371, 16.996507 | 10036100950001 | Ladda upp en bild av detta fornminne      |
| Runtuna 96:1                           | Stensättning                     |              | Runtuna, Södermanland |                                   | 58.849934, 17.011666 | 10036100960001 | Ladda upp en bild av detta fornminne      |
| Byggebacken (Runtuna 97:1)             | Gravfält                         |              | Runtuna, Södermanland |                                   | 58.852089, 17.014851 | 10036100970001 | Ladda upp en bild av detta fornminne      |
| Runtuna 98:1                           | Stensättning                     |              | Runtuna, Södermanland |                                   | 58.867130, 17.013446 | 10036100980001 | Ladda upp en bild av detta fornminne      |
| Runtuna 98:2                           | Hög                              |              | Runtuna, Södermanland |                                   | 58.866784, 17.013740 | 10036100980002 | Ladda upp en bild av detta fornminne      |
| Runtuna 98:3                           | Hög                              |              | Runtuna, Södermanland |                                   | 58.866574, 17.014025 | 10036100980003 | Ladda upp en bild av detta fornminne      |
| Runtuna 99:1                           | Hög                              |              | Runtuna, Södermanland |                                   | 58.864574, 17.004658 | 10036100990001 | Ladda upp en bild av detta fornminne      |
| Runtuna 99:2                           | Stensättning                     |              | Runtuna, Södermanland |                                   | 58.864220, 17.004952 | 10036100990002 | Ladda upp en bild av detta fornminne      |
| Runtuna 101:1                          | Gravfält                         |              | Runtuna, Södermanland |                                   | 58.876015, 17.014271 | 10036101010001 | Ladda upp en bild av detta fornminne      |
| Runtuna 101:2                          | Gravfält                         |              | Runtuna, Södermanland |                                   | 58.875703, 17.014927 | 10036101010002 | Ladda upp en bild av detta fornminne      |
| Runtuna 103:1                          | Gravfält                         |              | Runtuna, Södermanland |                                   | 58.875488, 17.011382 | 10036101030001 | Ladda upp en bild av detta fornminne      |
| Runtuna 103:2                          | Hög                              |              | Runtuna, Södermanland |                                   | 58.875020, 17.011940 | 10036101030002 | Ladda upp en bild av detta fornminne      |
| Runtuna 105:1                          | Gravfält                         |              | Runtuna, Södermanland |                                   | 58.874773, 17.010177 | 10036101050001 | Ladda upp en bild av detta fornminne      |
| Runtuna 105:2                          | Stensättning                     |              | Runtuna, Södermanland |                                   | 58.874549, 17.009625 | 10036101050002 | Ladda upp en bild av detta fornminne      |
| Runtuna 105:3                          | Stensättning                     |              | Runtuna, Södermanland |                                   | 58.874492, 17.009813 | 10036101050003 | Ladda upp en bild av detta fornminne      |
| Runtuna 105:4                          | Stensättning                     |              | Runtuna, Södermanland |                                   | 58.874477, 17.009528 | 10036101050004 | Ladda upp en bild av detta fornminne      |
| Runtuna 107:1                          | Stensättning                     |              | Runtuna, Södermanland |                                   | 58.871861, 17.013635 | 10036101070001 | Ladda upp en bild av detta fornminne      |
| Runtuna 108:1                          | Stensättning                     |              | Runtuna, Södermanland |                                   | 58.867114, 17.000866 | 10036101080001 | Ladda upp en bild av detta fornminne      |
| Runtuna 108:2                          | Stensättning                     |              | Runtuna, Södermanland |                                   | 58.867172, 17.000591 | 10036101080002 | Ladda upp en bild av detta fornminne      |
| Runtuna 108:3                          | Stensättning                     |              | Runtuna, Södermanland |                                   | 58.866963, 17.000112 | 10036101080003 | Ladda upp en bild av detta fornminne      |
| Runtuna 109:1                          | Stensättning                     |              | Runtuna, Södermanland |                                   | 58.866878, 16.997159 | 10036101090001 | Ladda upp en bild av detta fornminne      |
| Runtuna 109:2                          | Stensättning                     |              | Runtuna, Södermanland |                                   | 58.866876, 16.996621 | 10036101090002 | Ladda upp en bild av detta fornminne      |
| Runtuna 109:3                          | Stensättning                     |              | Runtuna, Södermanland |                                   | 58.866879, 16.996430 | 10036101090003 | Ladda upp en bild av detta fornminne      |
| Runtuna 110:1                          | Grav- och boplatsområde          |              | Runtuna, Södermanland |                                   | 58.878341, 16.975981 | 10036101100001 | Ladda upp en bild av detta fornminne      |
| Runtuna 112:1                          | Fornborg                         |              | Runtuna, Södermanland |                                   | 58.880194, 16.989226 | 10036101120001 | Ladda upp en bild av detta fornminne      |
| Templet (se kommentar) (Runtuna 117:1) | Grav- och boplatsområde          |              | Runtuna, Södermanland |                                   | 58.899923, 17.040254 | 10036101170001 | Ladda upp en bild av detta fornminne      |
| Templet (se kommentar) (Runtuna 117:2) | Hällristning                     |              | Runtuna, Södermanland |                                   | 58.899676, 17.042467 | 10036101170002 | Ladda upp en bild av detta fornminne      |
| Runtuna 118:1                          | Stensättning                     |              | Runtuna, Södermanland |                                   | 58.900088, 17.035975 | 10036101180001 | Ladda upp en bild av detta fornminne      |
| Runtuna 119:1                          | Gravfält                         |              | Runtuna, Södermanland |                                   | 58.906953, 17.014581 | 10036101190001 | Ladda upp en bild av detta fornminne      |
| Runtuna 120:1                          | Stensättning                     |              | Runtuna, Södermanland |                                   | 58.888575, 17.011079 | 10036101200001 | Ladda upp en bild av detta fornminne      |
| Runtuna 121:1                          | Röse                             |              | Runtuna, Södermanland |                                   | 58.888739, 17.013984 | 10036101210001 | Ladda upp en bild av detta fornminne      |
| Runtuna 122:1                          | Hög                              |              | Runtuna, Södermanland |                                   | 58.888231, 17.014980 | 10036101220001 | Ladda upp en bild av detta fornminne      |
| Runtuna 122:3                          | Stensättning                     |              | Runtuna, Södermanland |                                   | 58.888060, 17.015613 | 10036101220003 | Ladda upp en bild av detta fornminne      |
| Sö 151 (Runtuna 124:1)                 | Runristning                      |              | Runtuna, Södermanland | Lövsund                           | 58.869234, 17.121295 | 10036101240001 | Ladda upp en till bild av detta fornminne |
| Runtuna 125:1                          | Gravfält                         |              | Runtuna, Södermanland |                                   | 58.867171, 17.122739 | 10036101250001 | Ladda upp en bild av detta fornminne      |
| Runtuna 125:2                          | Hög                              |              | Runtuna, Södermanland |                                   | 58.867706, 17.122590 | 10036101250002 | Ladda upp en bild av detta fornminne      |
| Runtuna 125:3                          | Hög                              |              | Runtuna, Södermanland |                                   | 58.867820, 17.122855 | 10036101250003 | Ladda upp en bild av detta fornminne      |
| Runtuna 126:1                          | Gravfält                         |              | Runtuna, Södermanland |                                   | 58.865273, 17.118881 | 10036101260001 | Ladda upp en bild av detta fornminne      |
| Runtuna 128:1                          | Gravfält                         |              | Runtuna, Södermanland |                                   | 58.864153, 17.119428 | 10036101280001 | Ladda upp en bild av detta fornminne      |
| Runtuna 129:1                          | Stensättning                     |              | Runtuna, Södermanland |                                   | 58.856092, 17.110531 | 10036101290001 | Ladda upp en bild av detta fornminne      |
| Runtuna 131:1                          | Hög                              |              | Runtuna, Södermanland |                                   | 58.871054, 17.093109 | 10036101310001 | Ladda upp en bild av detta fornminne      |
| Runtuna 133:1                          | Stensättning                     |              | Runtuna, Södermanland |                                   | 58.873147, 17.052453 | 10036101330001 | Ladda upp en bild av detta fornminne      |
| Runtuna 133:2                          | Stensättning                     |              | Runtuna, Södermanland |                                   | 58.873100, 17.052554 | 10036101330002 | Ladda upp en bild av detta fornminne      |
| Runtuna 133:3                          | Stensättning                     |              | Runtuna, Södermanland |                                   | 58.872784, 17.052622 | 10036101330003 | Ladda upp en bild av detta fornminne      |
| Runtuna 134:1                          | Stensättning                     |              | Runtuna, Södermanland |                                   | 58.874624, 17.044384 | 10036101340001 | Ladda upp en bild av detta fornminne      |
| Runtuna 134:2                          | Stensättning                     |              | Runtuna, Södermanland |                                   | 58.874285, 17.044745 | 10036101340002 | Ladda upp en bild av detta fornminne      |
| Runtuna 135:1                          | Gravfält                         |              | Runtuna, Södermanland |                                   | 58.867896, 17.036460 | 10036101350001 | Ladda upp en bild av detta fornminne      |
| Runtuna 138:1                          | Stensättning                     |              | Runtuna, Södermanland |                                   | 58.875899, 17.019987 | 10036101380001 | Ladda upp en bild av detta fornminne      |
| Runtuna 138:2                          | Stensättning                     |              | Runtuna, Södermanland |                                   | 58.875757, 17.019302 | 10036101380002 | Ladda upp en bild av detta fornminne      |
| Runtuna 142:1                          | Stensättning                     |              | Runtuna, Södermanland |                                   | 58.888048, 17.087249 | 10036101420001 | Ladda upp en bild av detta fornminne      |
| Per Knäppares borg (Runtuna 143:1)     | Fornborg                         |              | Runtuna, Södermanland |                                   | 58.862312, 17.103607 | 10036101430001 | Ladda upp en bild av detta fornminne      |
| Uppsa kulle (Runtuna 144:1)            | Gravfält                         |              | Runtuna, Södermanland |                                   | 58.874206, 17.110105 | 10036101440001 | Ladda upp en till bild av detta fornminne |
| Runtuna 145:1                          | Stensättning                     |              | Runtuna, Södermanland |                                   | 58.854921, 17.119650 | 10036101450001 | Ladda upp en bild av detta fornminne      |
| Runtuna 145:2                          | Stensättning                     |              | Runtuna, Södermanland |                                   | 58.855000, 17.119793 | 10036101450002 | Ladda upp en bild av detta fornminne      |
| Runtuna 145:3                          | Stensättning                     |              | Runtuna, Södermanland |                                   | 58.854859, 17.119543 | 10036101450003 | Ladda upp en bild av detta fornminne      |
| Runtuna 146:1                          | Stensättning                     |              | Runtuna, Södermanland |                                   | 58.879714, 17.085963 | 10036101460001 | Ladda upp en bild av detta fornminne      |
| Runtuna 151:1                          | Hög                              |              | Runtuna, Södermanland |                                   | 58.869430, 17.014691 | 10036101510001 | Ladda upp en bild av detta fornminne      |
| Runtuna 151:2                          | Stensättning                     |              | Runtuna, Södermanland |                                   | 58.869332, 17.014669 | 10036101510002 | Ladda upp en bild av detta fornminne      |
| Runtuna 152:1                          | Stensättning                     |              | Runtuna, Södermanland |                                   | 58.896376, 17.065621 | 10036101520001 | Ladda upp en bild av detta fornminne      |
| Runtuna 154:1                          | Stensättning                     |              | Runtuna, Södermanland |                                   | 58.872366, 17.114909 | 10036101540001 | Ladda upp en bild av detta fornminne      |
| Sö 155 (Runtuna 155:1)                 | Runristning                      |              | Runtuna, Södermanland | Sörby                             | 58.847895, 17.031839 | 10036101550001 | Ladda upp en bild av detta fornminne      |
| Sö ATA6163/61 (Runtuna 155:2)          | Runristning                      |              | Runtuna, Södermanland | Sörby                             | 58.847717, 17.031759 | 10036101550002 | Ladda upp en till bild av detta fornminne |
| Runtuna 157:1                          | Stensättning                     |              | Runtuna, Södermanland |                                   | 58.874820, 17.008216 | 10036101570001 | Ladda upp en bild av detta fornminne      |
| Runtuna 157:2                          | Stensättning                     |              | Runtuna, Södermanland |                                   | 58.874917, 17.008308 | 10036101570002 | Ladda upp en bild av detta fornminne      |
| Runtuna 157:3                          | Stensättning                     |              | Runtuna, Södermanland |                                   | 58.874920, 17.008082 | 10036101570003 | Ladda upp en bild av detta fornminne      |
| Runtuna 159:1                          | Gravfält                         |              | Runtuna, Södermanland |                                   | 58.875110, 17.025246 | 10036101590001 | Ladda upp en bild av detta fornminne      |
| Runtuna 160:1                          | Stensättning                     |              | Runtuna, Södermanland |                                   | 58.875767, 17.024353 | 10036101600001 | Ladda upp en bild av detta fornminne      |
| Runtuna 162:1                          | Stensättning                     |              | Runtuna, Södermanland |                                   | 58.887641, 17.088509 | 10036101620001 | Ladda upp en bild av detta fornminne      |
| Runtuna 164:1                          | Hällristning                     |              | Runtuna, Södermanland |                                   | 58.888323, 17.090839 | 10036101640001 | Ladda upp en bild av detta fornminne      |
| Runtuna 164:2                          | Hällristning                     |              | Runtuna, Södermanland |                                   | 58.888279, 17.091392 | 10036101640002 | Ladda upp en bild av detta fornminne      |
| Runtuna 164:3                          | Hällristning                     |              | Runtuna, Södermanland |                                   | 58.888400, 17.090974 | 10036101640003 | Ladda upp en bild av detta fornminne      |
| Runtuna 164:4                          | Hällristning                     |              | Runtuna, Södermanland |                                   | 58.888432, 17.090986 | 10036101640004 | Ladda upp en bild av detta fornminne      |
| Runtuna 165:1                          | Hög                              |              | Runtuna, Södermanland |                                   | 58.894076, 17.086201 | 10036101650001 | Ladda upp en bild av detta fornminne      |
| Runtuna 165:2                          | Stensättning                     |              | Runtuna, Södermanland |                                   | 58.894159, 17.086085 | 10036101650002 | Ladda upp en bild av detta fornminne      |
| Runtuna 169:1                          | Stensättning                     |              | Runtuna, Södermanland |                                   | 58.895095, 17.075123 | 10036101690001 | Ladda upp en bild av detta fornminne      |
| Runtuna 171:1                          | Stensättning                     |              | Runtuna, Södermanland |                                   | 58.886286, 17.055680 | 10036101710001 | Ladda upp en bild av detta fornminne      |
| Runtuna 173:1                          | Stensättning                     |              | Runtuna, Södermanland |                                   | 58.896286, 17.056367 | 10036101730001 | Ladda upp en bild av detta fornminne      |
| Runtuna 179:1                          | Stensättning                     |              | Runtuna, Södermanland |                                   | 58.892149, 17.029774 | 10036101790001 | Ladda upp en bild av detta fornminne      |
| Runtuna 181:1                          | Stensättning                     |              | Runtuna, Södermanland |                                   | 58.900250, 17.034787 | 10036101810001 | Ladda upp en bild av detta fornminne      |
| Runtuna 184:1                          | Stensättning                     |              | Runtuna, Södermanland |                                   | 58.865873, 16.998319 | 10036101840001 | Ladda upp en bild av detta fornminne      |
| Runtuna 184:2                          | Hällristning                     |              | Runtuna, Södermanland |                                   | 58.865889, 16.998119 | 10036101840002 | Ladda upp en bild av detta fornminne      |
| Runtuna 187:1                          | Stensättning                     |              | Runtuna, Södermanland |                                   | 58.871331, 16.964154 | 10036101870001 | Ladda upp en bild av detta fornminne      |
| Runtuna 189:1                          | Stensättning                     |              | Runtuna, Södermanland |                                   | 58.871926, 16.953252 | 10036101890001 | Ladda upp en bild av detta fornminne      |
| Runtuna 190:1                          | Husgrund, förhistorisk/medeltida |              | Runtuna, Södermanland |                                   | 58.870081, 16.958960 | 10036101900001 | Ladda upp en bild av detta fornminne      |
| Runtuna 190:2                          | Husgrund, förhistorisk/medeltida |              | Runtuna, Södermanland |                                   | 58.870164, 16.958735 | 10036101900002 | Ladda upp en bild av detta fornminne      |
| Runtuna 190:3                          | Husgrund, förhistorisk/medeltida |              | Runtuna, Södermanland |                                   | 58.870534, 16.958614 | 10036101900003 | Ladda upp en bild av detta fornminne      |
| Runtuna 191:1                          | Stensättning                     |              | Runtuna, Södermanland |                                   | 58.864233, 17.112390 | 10036101910001 | Ladda upp en bild av detta fornminne      |
| Runtuna 194:1                          | Stensättning                     |              | Runtuna, Södermanland |                                   | 58.863997, 17.133382 | 10036101940001 | Ladda upp en bild av detta fornminne      |
| Runtuna 198:1                          | Stensättning                     |              | Runtuna, Södermanland |                                   | 58.859495, 17.140533 | 10036101980001 | Ladda upp en bild av detta fornminne      |
| Runtuna 203:1                          | Stensättning                     |              | Runtuna, Södermanland |                                   | 58.852785, 17.110382 | 10036102030001 | Ladda upp en bild av detta fornminne      |
| Runtuna 205:1                          | Stensättning                     |              | Runtuna, Södermanland |                                   | 58.853223, 17.118048 | 10036102050001 | Ladda upp en bild av detta fornminne      |
| Runtuna 206:1                          | Stensättning                     |              | Runtuna, Södermanland |                                   | 58.874032, 17.087242 | 10036102060001 | Ladda upp en bild av detta fornminne      |
| Runtuna 206:2                          | Stensättning                     |              | Runtuna, Södermanland |                                   | 58.873913, 17.087885 | 10036102060002 | Ladda upp en bild av detta fornminne      |
| Runtuna 208:1                          | Stensättning                     |              | Runtuna, Södermanland |                                   | 58.870125, 17.082155 | 10036102080001 | Ladda upp en bild av detta fornminne      |
| Runtuna 209:1                          | Stensättning                     |              | Runtuna, Södermanland |                                   | 58.871934, 17.080997 | 10036102090001 | Ladda upp en bild av detta fornminne      |
| Runtuna 210:1                          | Stensättning                     |              | Runtuna, Södermanland |                                   | 58.883523, 17.087878 | 10036102100001 | Ladda upp en bild av detta fornminne      |
| Runtuna 211:1                          | Hällristning                     |              | Runtuna, Södermanland |                                   | 58.883240, 17.088676 | 10036102110001 | Ladda upp en bild av detta fornminne      |
| Runtuna 213:1                          | Stensättning                     |              | Runtuna, Södermanland |                                   | 58.878334, 17.085637 | 10036102130001 | Ladda upp en bild av detta fornminne      |
| Runtuna 213:2                          | Stensättning                     |              | Runtuna, Södermanland |                                   | 58.878115, 17.085259 | 10036102130002 | Ladda upp en bild av detta fornminne      |
| Runtuna 213:3                          | Stensättning                     |              | Runtuna, Södermanland |                                   | 58.877919, 17.085716 | 10036102130003 | Ladda upp en bild av detta fornminne      |
| Runtuna 214:1                          | Stensättning                     |              | Runtuna, Södermanland |                                   | 58.876511, 17.084919 | 10036102140001 | Ladda upp en bild av detta fornminne      |
| Runtuna 218:1                          | Hällristning                     |              | Runtuna, Södermanland |                                   | 58.864773, 17.071022 | 10036102180001 | Ladda upp en bild av detta fornminne      |
| Runtuna 220:1                          | Hög                              |              | Runtuna, Södermanland |                                   | 58.884441, 17.062726 | 10036102200001 | Ladda upp en bild av detta fornminne      |
| Runtuna 220:2                          | Stensättning                     |              | Runtuna, Södermanland |                                   | 58.884519, 17.062904 | 10036102200002 | Ladda upp en bild av detta fornminne      |
| Runtuna 221:1                          | Stensättning                     |              | Runtuna, Södermanland |                                   | 58.877896, 17.104859 | 10036102210001 | Ladda upp en bild av detta fornminne      |
| Runtuna 222:1                          | Gravfält                         |              | Runtuna, Södermanland |                                   | 58.882382, 17.101819 | 10036102220001 | Ladda upp en bild av detta fornminne      |
| Runtuna 222:2                          | Stensättning                     |              | Runtuna, Södermanland |                                   | 58.882874, 17.101275 | 10036102220002 | Ladda upp en bild av detta fornminne      |
| Runtuna 224:1                          | Stensättning                     |              | Runtuna, Södermanland |                                   | 58.894181, 17.086936 | 10036102240001 | Ladda upp en bild av detta fornminne      |
| Runtuna 226:1                          | Stensättning                     |              | Runtuna, Södermanland |                                   | 58.889260, 17.013353 | 10036102260001 | Ladda upp en bild av detta fornminne      |
| Runtuna 226:2                          | Stensättning                     |              | Runtuna, Södermanland |                                   | 58.889347, 17.013532 | 10036102260002 | Ladda upp en bild av detta fornminne      |
| Runtuna 233:1                          | Gravfält                         |              | Runtuna, Södermanland |                                   | 58.865119, 17.052548 | 10036102330001 | Ladda upp en bild av detta fornminne      |
| Runtuna 234:1                          | Hällristning                     |              | Runtuna, Södermanland |                                   | 58.862589, 17.055849 | 10036102340001 | Ladda upp en bild av detta fornminne      |
| Runtuna 235:1                          | Stensättning                     |              | Runtuna, Södermanland |                                   | 58.875159, 17.042385 | 10036102350001 | Ladda upp en bild av detta fornminne      |
| Runtuna 235:2                          | Stensättning                     |              | Runtuna, Södermanland |                                   | 58.875099, 17.042780 | 10036102350002 | Ladda upp en bild av detta fornminne      |
| Runtuna 236:1                          | Stensättning                     |              | Runtuna, Södermanland |                                   | 58.873939, 17.051250 | 10036102360001 | Ladda upp en bild av detta fornminne      |
| Runtuna 237:1                          | Stensättning                     |              | Runtuna, Södermanland |                                   | 58.874145, 17.054716 | 10036102370001 | Ladda upp en bild av detta fornminne      |
| Runtuna 238:1                          | Hällristning                     |              | Runtuna, Södermanland |                                   | 58.873468, 17.053149 | 10036102380001 | Ladda upp en bild av detta fornminne      |
| Runtuna 240:1                          | Stensättning                     |              | Runtuna, Södermanland |                                   | 58.862931, 17.082068 | 10036102400001 | Ladda upp en bild av detta fornminne      |
| Runtuna 240:2                          | Stensättning                     |              | Runtuna, Södermanland |                                   | 58.863069, 17.082492 | 10036102400002 | Ladda upp en bild av detta fornminne      |
| Runtuna 240:3                          | Stensättning                     |              | Runtuna, Södermanland |                                   | 58.862989, 17.082991 | 10036102400003 | Ladda upp en bild av detta fornminne      |
| Runtuna 241:2                          | Hög                              |              | Runtuna, Södermanland |                                   | 58.907329, 17.016082 | 10036102410002 | Ladda upp en bild av detta fornminne      |
| Runtuna 244:1                          | Hällristning                     |              | Runtuna, Södermanland |                                   | 58.877517, 17.025220 | 10036102440001 | Ladda upp en bild av detta fornminne      |
| Runtuna 245:1                          | Stensättning                     |              | Runtuna, Södermanland |                                   | 58.878652, 17.026779 | 10036102450001 | Ladda upp en bild av detta fornminne      |
| Runtuna 245:2                          | Stensättning                     |              | Runtuna, Södermanland |                                   | 58.878798, 17.026684 | 10036102450002 | Ladda upp en bild av detta fornminne      |
| Runtuna 245:3                          | Stensättning                     |              | Runtuna, Södermanland |                                   | 58.879016, 17.026540 | 10036102450003 | Ladda upp en bild av detta fornminne      |
| Runtuna 246:1                          | Husgrund, förhistorisk/medeltida |              | Runtuna, Södermanland |                                   | 58.878478, 17.028123 | 10036102460001 | Ladda upp en bild av detta fornminne      |
| Runtuna 247:1                          | Gravfält                         |              | Runtuna, Södermanland |                                   | 58.877636, 17.028207 | 10036102470001 | Ladda upp en bild av detta fornminne      |
| Runtuna 251:1                          | Hällristning                     |              | Runtuna, Södermanland |                                   | 58.889113, 17.085213 | 10036102510001 | Ladda upp en bild av detta fornminne      |
| Runtuna 252:1                          | Hällristning                     |              | Runtuna, Södermanland |                                   | 58.888228, 17.085508 | 10036102520001 | Ladda upp en bild av detta fornminne      |
| Runtuna 253:1                          | Hällristning                     |              | Runtuna, Södermanland |                                   | 58.890088, 17.070630 | 10036102530001 | Ladda upp en bild av detta fornminne      |
| Runtuna 253:2                          | Hällristning                     |              | Runtuna, Södermanland |                                   | 58.890180, 17.070462 | 10036102530002 | Ladda upp en bild av detta fornminne      |
| Runtuna 254:1                          | Hällristning                     |              | Runtuna, Södermanland |                                   | 58.876104, 17.018958 | 10036102540001 | Ladda upp en bild av detta fornminne      |
| Runtuna 255:1                          | Hällristning                     |              | Runtuna, Södermanland |                                   | 58.876712, 17.018222 | 10036102550001 | Ladda upp en bild av detta fornminne      |
| Runtuna 257:1                          | Hällristning                     |              | Runtuna, Södermanland |                                   | 58.864870, 16.999416 | 10036102570001 | Ladda upp en bild av detta fornminne      |
| Runtuna 257:2                          | Hällristning                     |              | Runtuna, Södermanland |                                   | 58.864979, 16.999370 | 10036102570002 | Ladda upp en bild av detta fornminne      |
| Runtuna 257:3                          | Hällristning                     |              | Runtuna, Södermanland |                                   | 58.864984, 16.999376 | 10036102570003 | Ladda upp en bild av detta fornminne      |
| Runtuna 258:1                          | Hällristning                     |              | Runtuna, Södermanland |                                   | 58.867699, 16.998814 | 10036102580001 | Ladda upp en bild av detta fornminne      |
| Runtuna 259:1                          | Hällristning                     |              | Runtuna, Södermanland |                                   | 58.867916, 17.000681 | 10036102590001 | Ladda upp en bild av detta fornminne      |
| Runtuna 262:1                          | Hällristning                     |              | Runtuna, Södermanland |                                   | 58.894750, 17.045278 | 10036102620001 | Ladda upp en bild av detta fornminne      |
| Runtuna 262:2                          | Hällristning                     |              | Runtuna, Södermanland |                                   | 58.894765, 17.045357 | 10036102620002 | Ladda upp en bild av detta fornminne      |
| Runtuna 263:1                          | Hällristning                     |              | Runtuna, Södermanland |                                   | 58.869379, 17.051257 | 10036102630001 | Ladda upp en bild av detta fornminne      |
| Runtuna 263:2                          | Hällristning                     |              | Runtuna, Södermanland |                                   | 58.869385, 17.050875 | 10036102630002 | Ladda upp en bild av detta fornminne      |
| Runtuna 263:3                          | Hällristning                     |              | Runtuna, Södermanland |                                   | 58.869434, 17.050867 | 10036102630003 | Ladda upp en bild av detta fornminne      |
| Runtuna 264:1                          | Hällristning                     |              | Runtuna, Södermanland |                                   | 58.868055, 17.051403 | 10036102640001 | Ladda upp en bild av detta fornminne      |
| Runtuna 264:2                          | Hällristning                     |              | Runtuna, Södermanland |                                   | 58.868000, 17.051438 | 10036102640002 | Ladda upp en bild av detta fornminne      |
| Runtuna 264:3                          | Hällristning                     |              | Runtuna, Södermanland |                                   | 58.867937, 17.051479 | 10036102640003 | Ladda upp en bild av detta fornminne      |
| Runtuna 265:1                          | Hällristning                     |              | Runtuna, Södermanland |                                   | 58.867749, 17.053138 | 10036102650001 | Ladda upp en bild av detta fornminne      |
| Runtuna 266:1                          | Hällristning                     |              | Runtuna, Södermanland |                                   | 58.868383, 17.053991 | 10036102660001 | Ladda upp en bild av detta fornminne      |
| Runtuna 268:1                          | Hällristning                     |              | Runtuna, Södermanland |                                   | 58.870002, 17.055615 | 10036102680001 | Ladda upp en bild av detta fornminne      |
| Runtuna 269:1                          | Hällristning                     |              | Runtuna, Södermanland |                                   | 58.871632, 17.053230 | 10036102690001 | Ladda upp en bild av detta fornminne      |
| Runtuna 270:1                          | Hällristning                     |              | Runtuna, Södermanland |                                   | 58.869818, 17.049148 | 10036102700001 | Ladda upp en bild av detta fornminne      |
| Runtuna 270:2                          | Hällristning                     |              | Runtuna, Södermanland |                                   | 58.869776, 17.049206 | 10036102700002 | Ladda upp en bild av detta fornminne      |
| Runtuna 271:1                          | Hällristning                     |              | Runtuna, Södermanland |                                   | 58.869656, 17.043464 | 10036102710001 | Ladda upp en bild av detta fornminne      |
| Runtuna 272:1                          | Hällristning                     |              | Runtuna, Södermanland |                                   | 58.870355, 17.038543 | 10036102720001 | Ladda upp en bild av detta fornminne      |
| Runtuna 273:1                          | Hällristning                     |              | Runtuna, Södermanland |                                   | 58.865165, 17.035685 | 10036102730001 | Ladda upp en bild av detta fornminne      |
| Runtuna 276:1                          | Stensättning                     |              | Runtuna, Södermanland |                                   | 58.863130, 17.047762 | 10036102760001 | Ladda upp en bild av detta fornminne      |
| Runtuna 276:2                          | Stensättning                     |              | Runtuna, Södermanland |                                   | 58.863038, 17.047895 | 10036102760002 | Ladda upp en bild av detta fornminne      |
| Runtuna 276:3                          | Stensättning                     |              | Runtuna, Södermanland |                                   | 58.862912, 17.047940 | 10036102760003 | Ladda upp en bild av detta fornminne      |
| Runtuna 277:1                          | Stensättning                     |              | Runtuna, Södermanland |                                   | 58.861434, 17.048667 | 10036102770001 | Ladda upp en bild av detta fornminne      |
| Runtuna 277:2                          | Stensättning                     |              | Runtuna, Södermanland |                                   | 58.861517, 17.048551 | 10036102770002 | Ladda upp en bild av detta fornminne      |
| Runtuna 277:3                          | Stensättning                     |              | Runtuna, Södermanland |                                   | 58.861697, 17.048561 | 10036102770003 | Ladda upp en bild av detta fornminne      |
| Runtuna 278:1                          | Stensättning                     |              | Runtuna, Södermanland |                                   | 58.862712, 17.044649 | 10036102780001 | Ladda upp en bild av detta fornminne      |
| Runtuna 278:2                          | Stensättning                     |              | Runtuna, Södermanland |                                   | 58.862613, 17.044678 | 10036102780002 | Ladda upp en bild av detta fornminne      |
| Runtuna 284:1                          | Gravfält                         |              | Runtuna, Södermanland |                                   | 58.863481, 17.005654 | 10036102840001 | Ladda upp en bild av detta fornminne      |
| Runtuna 285:1                          | Stensättning                     |              | Runtuna, Södermanland |                                   | 58.862804, 17.008610 | 10036102850001 | Ladda upp en bild av detta fornminne      |
| Runtuna 285:2                          | Stensättning                     |              | Runtuna, Södermanland |                                   | 58.862578, 17.008720 | 10036102850002 | Ladda upp en bild av detta fornminne      |
| Runtuna 286:1                          | Stensättning                     |              | Runtuna, Södermanland |                                   | 58.855296, 17.006528 | 10036102860001 | Ladda upp en bild av detta fornminne      |
| Runtuna 287:1                          | Stensättning                     |              | Runtuna, Södermanland |                                   | 58.862579, 17.004713 | 10036102870001 | Ladda upp en bild av detta fornminne      |
| Runtuna 289:1                          | Stensättning                     |              | Runtuna, Södermanland |                                   | 58.864324, 16.999927 | 10036102890001 | Ladda upp en bild av detta fornminne      |
| Runtuna 289:2                          | Stensättning                     |              | Runtuna, Södermanland |                                   | 58.864625, 16.999612 | 10036102890002 | Ladda upp en bild av detta fornminne      |
| Runtuna 289:3                          | Stensättning                     |              | Runtuna, Södermanland |                                   | 58.864628, 16.998728 | 10036102890003 | Ladda upp en bild av detta fornminne      |
| Runtuna 290:1                          | Stensättning                     |              | Runtuna, Södermanland |                                   | 58.862981, 17.044127 | 10036102900001 | Ladda upp en bild av detta fornminne      |
| Runtuna 290:2                          | Stensättning                     |              | Runtuna, Södermanland |                                   | 58.863315, 17.044043 | 10036102900002 | Ladda upp en bild av detta fornminne      |
| Runtuna 291:1                          | Stensättning                     |              | Runtuna, Södermanland |                                   | 58.863787, 17.043255 | 10036102910001 | Ladda upp en bild av detta fornminne      |
| Runtuna 291:3                          | Stensättning                     |              | Runtuna, Södermanland |                                   | 58.863619, 17.043054 | 10036102910003 | Ladda upp en bild av detta fornminne      |
| Runtuna 295:1                          | Stensättning                     |              | Runtuna, Södermanland |                                   | 58.867566, 17.021640 | 10036102950001 | Ladda upp en bild av detta fornminne      |
| Runtuna 300:1                          | Stensättning                     |              | Runtuna, Södermanland |                                   | 58.861528, 17.030266 | 10036103000001 | Ladda upp en bild av detta fornminne      |
| Runtuna 301:1                          | Stensättning                     |              | Runtuna, Södermanland |                                   | 58.863492, 17.026582 | 10036103010001 | Ladda upp en bild av detta fornminne      |
| Runtuna 302:1                          | Stensättning                     |              | Runtuna, Södermanland |                                   | 58.861327, 17.025292 | 10036103020001 | Ladda upp en bild av detta fornminne      |
| Runtuna 303:1                          | Stensättning                     |              | Runtuna, Södermanland |                                   | 58.859894, 17.025503 | 10036103030001 | Ladda upp en bild av detta fornminne      |
| Runtuna 304:1                          | Stensättning                     |              | Runtuna, Södermanland |                                   | 58.859172, 17.025617 | 10036103040001 | Ladda upp en bild av detta fornminne      |
| Runtuna 304:2                          | Stensättning                     |              | Runtuna, Södermanland |                                   | 58.858798, 17.025421 | 10036103040002 | Ladda upp en bild av detta fornminne      |
| Runtuna 305:1                          | Stensättning                     |              | Runtuna, Södermanland |                                   | 58.859298, 17.024514 | 10036103050001 | Ladda upp en bild av detta fornminne      |
| Runtuna 306:1                          | Stensättning                     |              | Runtuna, Södermanland |                                   | 58.858436, 17.023266 | 10036103060001 | Ladda upp en bild av detta fornminne      |
| Runtuna 310:1                          | Gravfält                         |              | Runtuna, Södermanland |                                   | 58.855305, 17.036707 | 10036103100001 | Ladda upp en bild av detta fornminne      |
| Runtuna 311:1                          | Stensättning                     |              | Runtuna, Södermanland |                                   | 58.872530, 17.056720 | 10036103110001 | Ladda upp en bild av detta fornminne      |
| Runtuna 315:1                          | Stensättning                     |              | Runtuna, Södermanland |                                   | 58.853992, 17.018739 | 10036103150001 | Ladda upp en bild av detta fornminne      |
| Runtuna 315:2                          | Stensättning                     |              | Runtuna, Södermanland |                                   | 58.854149, 17.018453 | 10036103150002 | Ladda upp en bild av detta fornminne      |
| Runtuna 315:3                          | Stensättning                     |              | Runtuna, Södermanland |                                   | 58.854258, 17.018067 | 10036103150003 | Ladda upp en bild av detta fornminne      |
| Runtuna 316:1                          | Stensättning                     |              | Runtuna, Södermanland |                                   | 58.852933, 17.024921 | 10036103160001 | Ladda upp en bild av detta fornminne      |
| Runtuna 316:2                          | Stensättning                     |              | Runtuna, Södermanland |                                   | 58.853025, 17.024770 | 10036103160002 | Ladda upp en bild av detta fornminne      |
| Runtuna 320:1                          | Stensättning                     |              | Runtuna, Södermanland |                                   | 58.844495, 17.030200 | 10036103200001 | Ladda upp en bild av detta fornminne      |
| Runtuna 320:2                          | Hög                              |              | Runtuna, Södermanland |                                   | 58.844349, 17.030330 | 10036103200002 | Ladda upp en bild av detta fornminne      |
| Runtuna 320:3                          | Hög                              |              | Runtuna, Södermanland |                                   | 58.844229, 17.030531 | 10036103200003 | Ladda upp en bild av detta fornminne      |
| Runtuna 321:1                          | Hög                              |              | Runtuna, Södermanland |                                   | 58.849133, 17.013724 | 10036103210001 | Ladda upp en bild av detta fornminne      |
| Runtuna 322:1                          | Stensättning                     |              | Runtuna, Södermanland |                                   | 58.846565, 17.010992 | 10036103220001 | Ladda upp en bild av detta fornminne      |
| Runtuna 328:1                          | Stensättning                     |              | Runtuna, Södermanland |                                   | 58.866859, 16.997852 | 10036103280001 | Ladda upp en bild av detta fornminne      |
| Runtuna 328:2                          | Stensättning                     |              | Runtuna, Södermanland |                                   | 58.867258, 16.998271 | 10036103280002 | Ladda upp en bild av detta fornminne      |
| Runtuna 329:1                          | Stensättning                     |              | Runtuna, Södermanland |                                   | 58.875177, 17.008980 | 10036103290001 | Ladda upp en bild av detta fornminne      |
| Runtuna 336:1                          | Stensättning                     |              | Runtuna, Södermanland |                                   | 58.858411, 16.980998 | 10036103360001 | Ladda upp en bild av detta fornminne      |
| Runtuna 337:1                          | Stensättning                     |              | Runtuna, Södermanland |                                   | 58.859339, 16.980125 | 10036103370001 | Ladda upp en bild av detta fornminne      |
| Runtuna 338:1                          | Stensättning                     |              | Runtuna, Södermanland |                                   | 58.860520, 16.974602 | 10036103380001 | Ladda upp en bild av detta fornminne      |
| Runtuna 338:2                          | Stensättning                     |              | Runtuna, Södermanland |                                   | 58.860703, 16.974382 | 10036103380002 | Ladda upp en bild av detta fornminne      |
| Runtuna 340:1                          | Hällristning                     |              | Runtuna, Södermanland |                                   | 58.879986, 17.005546 | 10036103400001 | Ladda upp en bild av detta fornminne      |
| Runtuna 348:1                          | Stensättning                     |              | Runtuna, Södermanland |                                   | 58.874228, 17.074819 | 10036103480001 | Ladda upp en bild av detta fornminne      |
| Rosenkälla (Runtuna 349:1)             | Hällristning                     |              | Runtuna, Södermanland |                                   | 58.870059, 17.090654 | 10036103490001 | Ladda upp en bild av detta fornminne      |
| Runtuna 401:1                          | Stensättning                     |              | Runtuna, Södermanland |                                   | 58.860327, 16.997330 | 10036104010001 | Ladda upp en bild av detta fornminne      |
| Runtuna 402:1                          | Stensättning                     |              | Runtuna, Södermanland |                                   | 58.857583, 16.985743 | 10036104020001 | Ladda upp en bild av detta fornminne      |
| Runtuna 403:1                          | Stensättning                     |              | Runtuna, Södermanland |                                   | 58.854935, 16.988247 | 10036104030001 | Ladda upp en bild av detta fornminne      |
| Runtuna 404:1                          | Stensättning                     |              | Runtuna, Södermanland |                                   | 58.858037, 16.977423 | 10036104040001 | Ladda upp en bild av detta fornminne      |
| Runtuna 404:2                          | Stensättning                     |              | Runtuna, Södermanland |                                   | 58.858174, 16.977257 | 10036104040002 | Ladda upp en bild av detta fornminne      |
| Runtuna 404:3                          | Stensättning                     |              | Runtuna, Södermanland |                                   | 58.857748, 16.977582 | 10036104040003 | Ladda upp en bild av detta fornminne      |
| Runtuna 405:1                          | Stensättning                     |              | Runtuna, Södermanland |                                   | 58.859271, 17.029092 | 10036104050001 | Ladda upp en bild av detta fornminne      |
| Runtuna 406:1                          | Stensättning                     |              | Runtuna, Södermanland |                                   | 58.858605, 17.029643 | 10036104060001 | Ladda upp en bild av detta fornminne      |
| Runtuna 408:1                          | Stensättning                     |              | Runtuna, Södermanland |                                   | 58.858917, 16.982792 | 10036104080001 | Ladda upp en bild av detta fornminne      |
| Runtuna 412:1                          | Stensättning                     |              | Runtuna, Södermanland |                                   | 58.859853, 16.997809 | 10036104120001 | Ladda upp en bild av detta fornminne      |
| Runtuna 413:1                          | Hällristning                     |              | Runtuna, Södermanland |                                   | 58.859127, 17.054047 | 10036104130001 | Ladda upp en bild av detta fornminne      |
| Runtuna 431:1                          | Hällristning                     |              | Runtuna, Södermanland |                                   | 58.878640, 17.089976 | 10036104310001 | Ladda upp en bild av detta fornminne      |